# مونيكا كينا
مونيكا كينا (بالإنجليزية: Monica Keena)‏ هي عارضة وممثلة أمريكية، ولدت في 28 مايو 1979 ببروكلين في الولايات المتحدة.

## أعمال

### أفلام
- (1997) محامي الشيطان[4]
- (2003) فريدي ضد جايسون[5]

### مسلسلات
- تشريح غراي
- كاسل

## وصلات خارجية
- مونيكا كينا على موقع IMDb (الإنجليزية)
- مونيكا كينا على موقع روتن توميتوز (الإنجليزية)
- مونيكا كينا على موقع ألو سيني (الفرنسية)
- مونيكا كينا على موقع أول موفي (الإنجليزية)
- مونيكا كينا على موقع قاعدة بيانات الأفلام السويدية (السويدية)
- مونيكا كينا على موقع إن إن دي بي (الإنجليزية)
- مونيكا كينا على موقع قاعدة بيانات الفيلم (الإنجليزية)
- مونيكا كينا على موقع كينوبويسك (الروسية)